# Gregori d'Òstia
|  | Per a altres significats, vegeu «Gregori». |

Gregori d'Òstia va ser un religiós, probablement italià, del segle xi. Va ser bisbe d'Òstia, cardenal i legat pontifici als regnes de Navarra i Castella. Va predicar a Navarra i la Rioja, on és molt venerat, i on va morir, a Logronyo, en 1044. En aquesta contrada és invocat contra la llagosta.

## Biografia
No consta ni la pàtria, ni els pares, ni la seua primera educació. Però molt bona degué ser, i moltes les seues qualitats personals, pels alts càrrecs a què va ser elevat este sant molt venerat en les terres de La Rioja i Navarra.
Se sap que va entrar molt jove en l'Orde de Sant Benet, en el monestir dels Sants Cosme i Damià de Roma, i ja des del seu noviciat va brillar per la seua ciència i la seua virtut. Tots auguraven que ornaria de gran honor l'orde benedictí. Va ser elegit abat del monestir i prompte es va verificar el vaticini, perquè els ràpids progressos que va fer li van meréixer el concepte de docte i de sant.
El papa Joan XVIII el fa bisbe d'Òstia i després l'eleva al cardenalat, passant a ser bibliotecari apostòlic, càrrec que va mantenir durant quatre papats. Participa en el govern de l'Església, prenent part en assumptes ardus i complicats de política exterior alhora que procurà no descuidar el ministeri pastoral.

## Legat papal en els regnes hispànics
Pareix que va vindre a la península Ibèrica en la primera meitat del segle xi, com a legat papal davant de les Corts de Burgos i Pamplona. Molt probablement va tenir a veure que fos enviat des de Roma amb les qüestions relatives a l'organització eclesiàstica d'Espanya en una conjuntura en què es feia molt necessària la determinació dels límits de les diòcesis, que eren origen i font de nombrosos conflictes i no sols per interferències de jurisdicció episcopal, sinó també per la pertinença a distints sobirans. Això comportava negociacions amb els reis i amb els bisbes interessats, i per a eixa labor feia falta un home amb tacte polític i gran sentit eclesial.
Era assumpte difícil i espinós pels molts interessos que tancava era la delimitació de la diòcesi de Valpuerta l'extensió de la qual va pertànyer en gran part a la desapareguda diòcesi visigoda de Calahorra i que va arribar a perdurar fins al 1086, després de la mort del sant, data en què va quedar incorporada a Burgos (Campus Castellae) que va absorbir entorn de si a tots els bisbats circumdants.
No sempre van donar bon fruit, o el fruit abellit, les negociacions del legat, però sí que van poder fer-se sense discòrdies entre els reis i sense enfrontaments entre els bisbes i, per descomptat, van assentar les bases perquè l'obra transcendira al gestor.

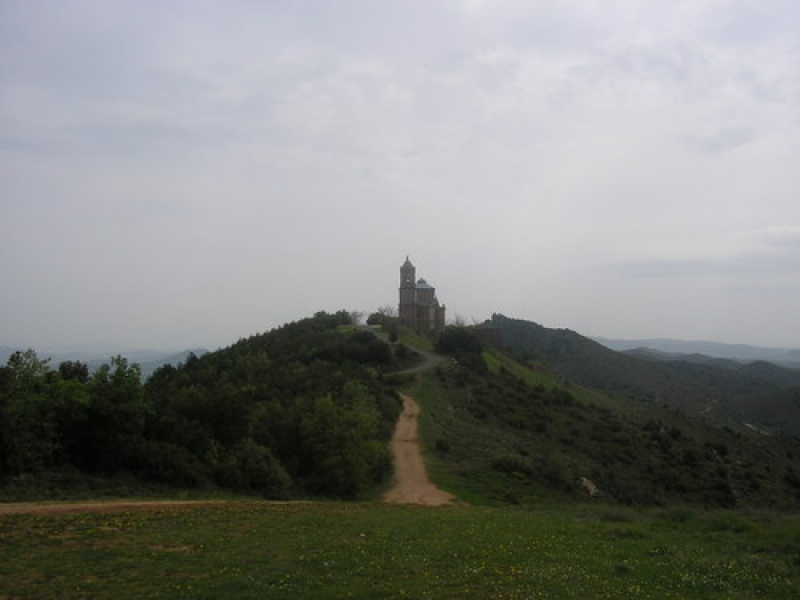
Basílica de S. Gregori a la Piñalba (Sorlada, Navarra)
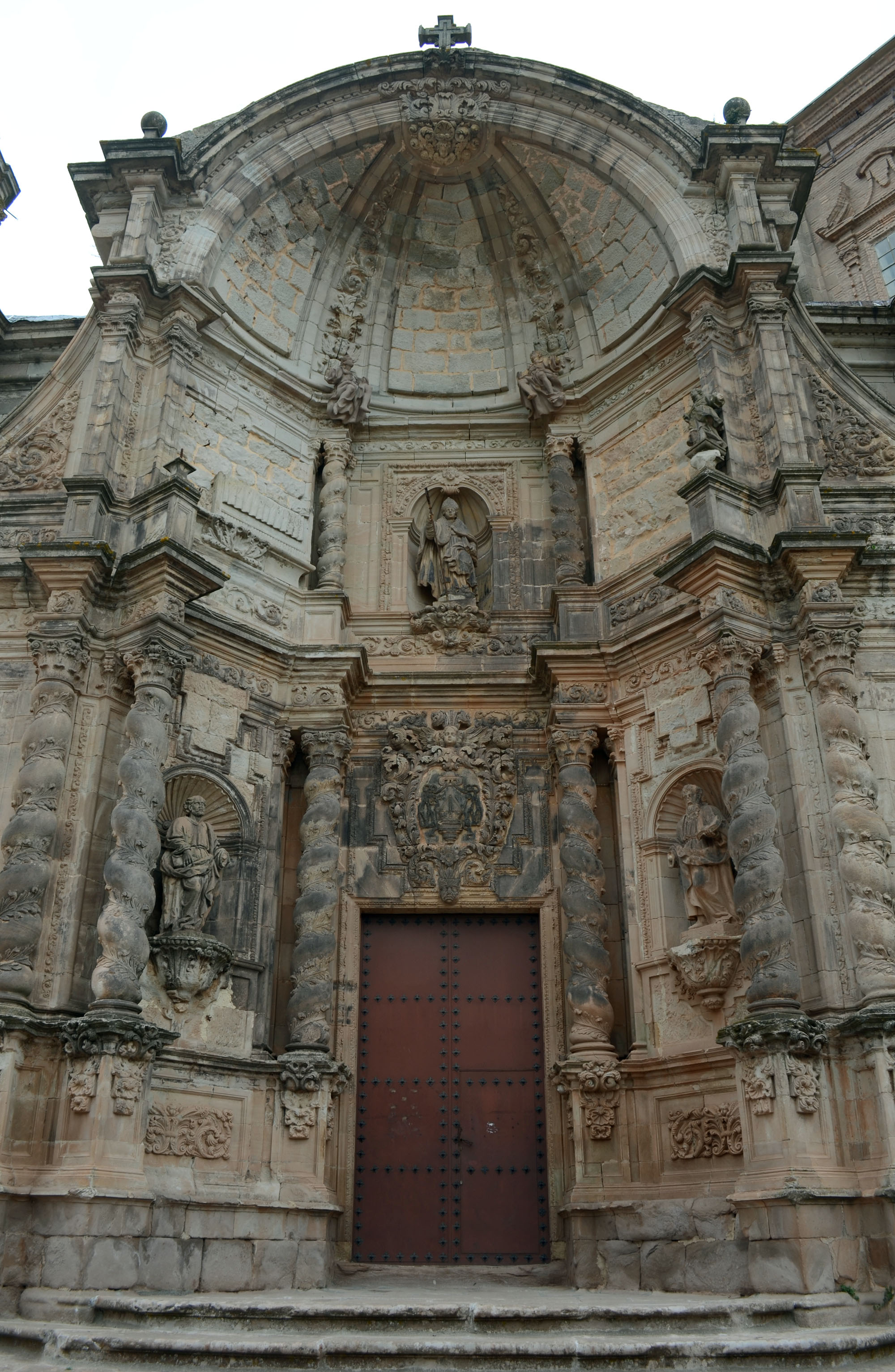
Porta sud de la mateixa basílica
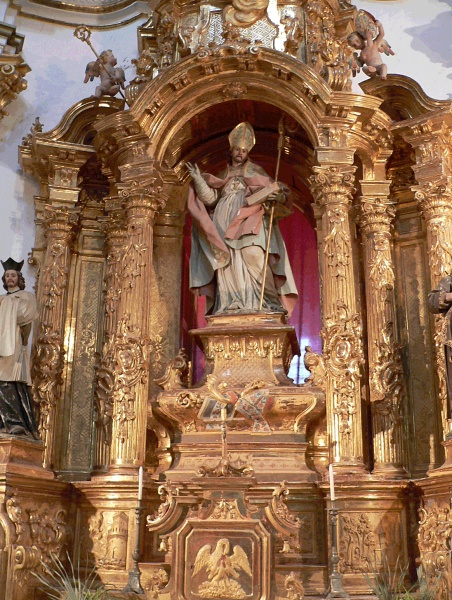
Retaule de la basílica de Piñalba (Sorlada)
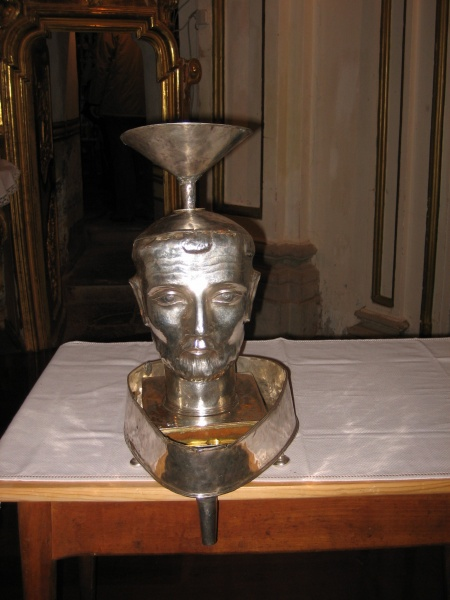
Reliquiari de S. Gregori, a la basílica de Piñalba (Sorlada)

## Predicació
Gregori no va oblidar mai el principal objectiu de la seua persona, l'exercici del ministeri sacerdotal, i va predicar a Calahorra i Logronyo, entre altres poblacions de la Rioja i Navarra, destacant en les seues xarrades la necessitat de la conversió i la penitència. Pareix que esta va ser l'ocasió en què Domènec García (sant Doménec de la Calzada) va viure algun temps en la seua companyia, servint-li de patge.
Es compta que una vegada va alliberar els camps riojans d'una plaga de bestioles i per això li invoquen els agricultors d'una manera especial contra la llagosta.
Va viure al voltant de cinc anys a la Rioja. Esgotat i malalt es va retirar a Logronyo on pareix que va morir al voltant de l'any 1044.
Les seves restes són a la basílica de San Gregorio Ostiense, al cim de Piñalba, a Sorlada (Navarra). Hi ha una urna d'argent del segle xvii i un reliquiari del cap a través del qual, amb un embut i un gallet, es feia passar l'aigua que, segons la creença, adquiria virtuts salutíferes. Aquest cap es portava en processó a altres llocs, on es feia passar l'aigua per a proveir-hi de bones collites. En aquelles contrades va quedar la dita: "Andas más que la cabeza de San Gregorio".